# Francis William Kellogg

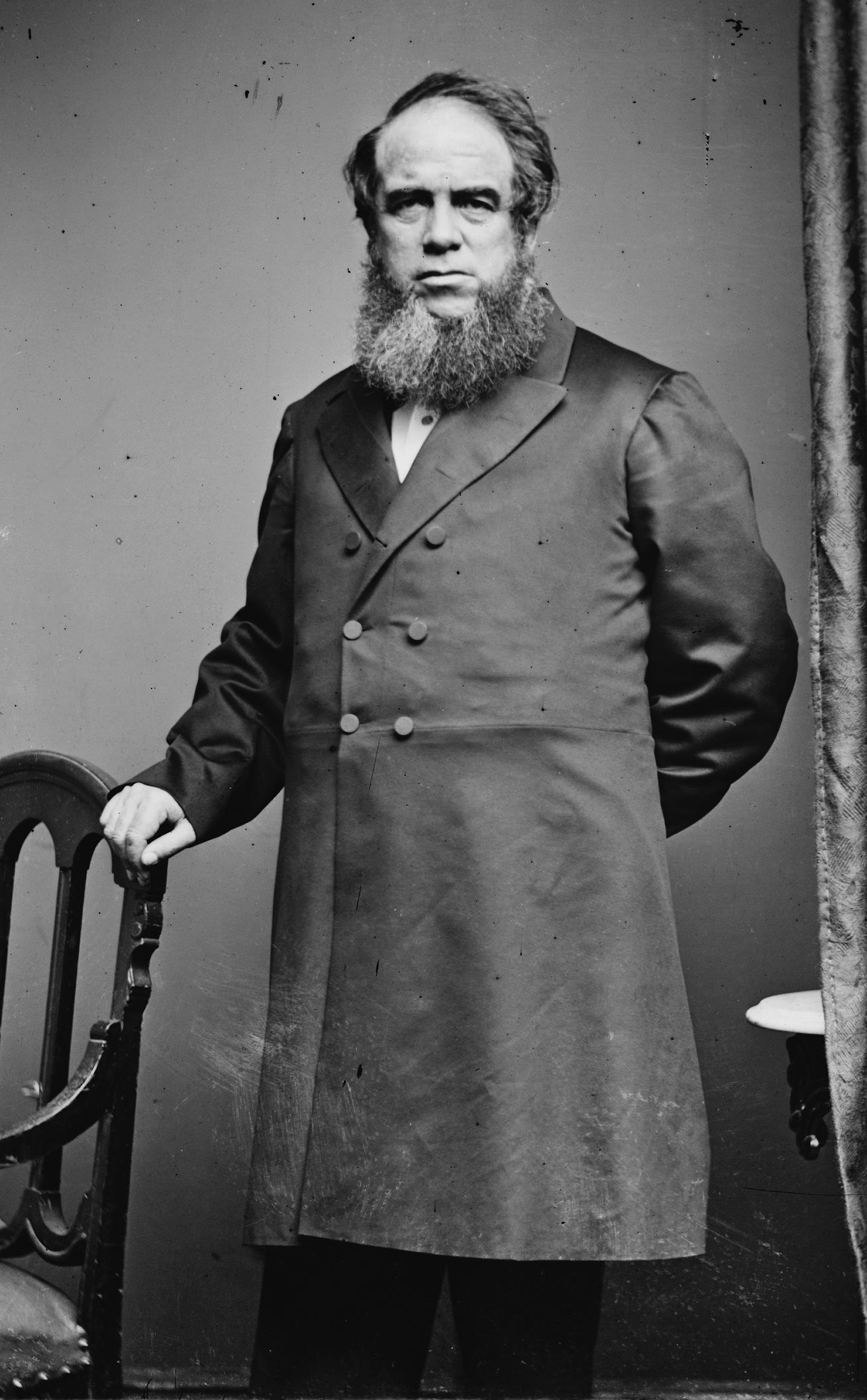
Francis William Kellogg

Francis William Kellogg (* 30. Mai 1810 in Worthington, Hampshire County, Massachusetts; † 13. Januar 1879 in Alliance, Ohio) war ein US-amerikanischer Geschäftsmann, Offizier und Politiker (Republikanische Partei).

## Werdegang
Francis William Kellogg besuchte die Gemeinschaftsschule. Dann zog er 1833 nach Columbus (Ohio) und von dort 1855 nach Grand Rapids (Michigan), wo er in Kelloggville dem Holzhandel nachging. Kellogg verfolgte ebenfalls eine politische Laufbahn. Er war in den Jahren 1857 und 1858 im Repräsentantenhaus von Michigan tätig. Dann wurde er in den 36. US-Kongress gewählt und in die zwei nachfolgenden US-Kongresse wiedergewählt. Er war im US-Repräsentantenhaus vom 4. März 1859 bis zum 3. März 1865 tätig. Ferner stellte er auf Geheiß des Kriegsministeriums während des Amerikanischen Bürgerkrieges das 2., 3. und 6. Regiment auf und wurde dann zum Colonel im 3. Regiment ernannt. Kellogg wurde am 30. April 1866 durch US-Präsident Johnson zum Steuereinnehmer für den südlichen Distrikt von Alabama ernannt, einen Posten, den er bis Juli 1868 bekleidete. Zu jener Zeit lebte er in Mobile (Alabama). Nach der Wiederaufnahme von Alabama in die Union wurde er in den 40. US-Kongress wiedergewählt, wo er vom 22. Juli 1868 bis zum 3. März 1869 verblieb. Danach zog er nach New York City und von dort später nach Alliance (Ohio), wo er 1879 starb. Er wurde auf dem Fulton Street Cemetery in Grand Rapids beigesetzt.